# Istituto nazionale ricovero e cura anziani
L'Istituto nazionale ricovero e cura anziani (INRCA) è un Istituto di ricovero e cura a carattere scientifico (IRCCS) pubblico, che opera in ambito geriatrico e gerontologico al fine di tutelare la salute ed il benessere delle persone anziane, specialmente quelle non autosufficienti. Nel 2006, come previsto dal D.Lgs 288/03 che definiva la nuova organizzazione degli IRCCS, l'Istituto ha superato positivamente la valutazione per il riconoscimento della sua specificità geriatrico-gerontologica (L. R. Marche n.21/2006), come unico Istituto che opera in questa area con propria personalità giuridica pubblica. L’Istituto persegue non solo l’eccellenza delle prestazioni assistenziali erogate nelle sue strutture sanitarie, ma anche una ricerca scientifica di alto livello sui meccanismi della longevità, della fragilità dell’anziano e loro cause. Il ruolo e le finalità dell'INRCA fanno riferimento a due ambiti fondamentali e fortemente integrati fra loro: la ricerca traslazionale, nel campo biomedico epidemiologico e clinico e l'attività assistenziale, con prestazioni di ricovero e cura di alta specialità. L’Istituto è caratterizzato da un sistema di risorse, competenze, processi organizzativi e servizi orientati alla ricerca e alla soddisfazione delle esigenze assistenziali degli over 65.

## La missione
La missione dell'INRCA trova i propri riferimenti da un lato nell'essere Istituto di ricerca e dall'altro nell'avere una forte connotazione specialistica in senso geriatrico e gerontologico. La finalità è ben definita come unicum tra gli IRCCS italiani sia pubblici sia privati, costituendo un punto di forza capace di proiettare l’Istituto in un ambito di ricerca internazionale e di renderlo riferimento scientifico nazionale votato alla produzione di salute e conoscenze scientifiche.
Nella sua duplice veste di struttura a carattere nazionale, ma inserita nei sistemi sanitari regionali e quindi nelle realtà territoriali, l'Istituto persegue obiettivi di:
- ottenere sempre più alti livelli di attività, attraverso il potenziamento della ricerca traslazionale e lo sviluppo di studi clinici, al fine di poter dare sempre maggiore evidenza degli effetti della ricerca sulle capacità assistenziali;
- continuare ad essere il “punto di riferimento di eccellenza” a livello regionale, nazionale ed internazionale sulla ricerca e l'assistenza in campo geriatrico;
- potenziare le conoscenze dei professionisti, anche garantendo il trasferimento delle competenze dei professionisti più esperti operanti nell'Istituto, che ne caratterizzano l'eccellenza e le capacità di attrazione ai più “giovani”;
- sviluppare nuovi e sempre più efficienti modelli organizzativi che facilitino l'integrazione tra assistenza e ricerca, tra Università e Servizio Sanitario, tra Unità Operative di assistenza e ricerca e servizi a supporto.

L'INRCA ha dimostrato che gli anziani rappresentano sì una questione che va affrontata realizzando un'adeguata rete di servizi socio-sanitari per la continuità assistenziale, ma sono anche una grande risorsa da valorizzare. La terza età si trasforma così in una vera longevità attiva, utile non solo per il mantenimento della qualità della vita individuale ma anche per tante altre persone famiglie e comunità. Da una recente indagine infatti, è emerso che l'11% del volontariato è rappresentato da persone con età compresa tra i 65 e i 75 anni.
L'invecchiamento è pertanto uno dei problemi del momento e del futuro più importanti sotto l'aspetto sanitario e socio-economico, per cui è indispensabile prestare il dovuto interesse per programmare piani di investimento strutturali, organizzativi e formativi adeguati (assistenza sociale, lavoro, pensioni, abitazioni, trasporti, ecc.). L'INRCA può rappresentare lo strumento idoneo del Governo e delle Regioni attraverso il quale redigere periodicamente piani di sviluppo per una politica in favore dell'età avanzata.

## Storia
L'origine dell'Inrca può essere fatta risalire al 1844, anno nel quale è stato istituito ad Ancona l'Ospizio dei Poveri per iniziativa della Congregazione dei Mercanti e degli Artisti con scopi di assistenza e beneficenza, nell'ambito del vecchio ospedale della SS. Trinità e Sant'Anna, situato nei locali del Convento di San Francesco alle scale.
Il 10 marzo 1871 Vittorio Emanuele II legalizza l'Ospizio dei poveri vecchi. Nel 1881, a seguito di una donazione della Provincia di Ancona, l'Istituto diventa pubblico ed assume la denominazione di “Ospizio dei Poveri Vecchi e di Mendicità Vittorio Emanuele II (V.E II)”.
Negli anni intorno al 1920 l'Opera Pia Ospizio di Ancona veniva trasferita fuori città, nella località delle Grazie, presso la Villa Persichetti, in ambienti adeguati per ospitare anziani soli, indigenti, ma anche convalescenti e, spesso, malati cronici con disabilità invalidanti.
Con DPR del 26/8/1961, l'Opera Pia Ospizio dei Poveri Vecchi e di Mendicità V.E.II, grazie ai suoi livelli organizzativi assistenziali, veniva denominata Istituto di Riposo e Cura per Anziani (IRCA) e, quindi, nel 1963, gli veniva riconosciuto il suo carattere nazionale (INRCA) e, successivamente (1968), definito quale “Istituto di Ricerca a carattere scientifico (IRCCS)“, specializzato sui problemi degli Anziani, l'unico in Italia. Tale riconoscimento è stato riconfermato, dagli organi competenti, negli anni successivi fino allo stato attuale.
Negli anni, sotto il profilo giuridico e scientifico, i riconoscimenti sono derivati dall'impegno dimostrato dall'INRCA nelle sue attività assistenziali e di ricerca nel settore geriatrico e gerontologico. Dall'Ospizio dei Poveri di Ancona, l'INRCA si è progressivamente esteso sul territorio nazionale, realizzando, in diverse Regioni d'Italia, strutture assistenziali e di ricerca all'avanguardia sui problemi della salute e socio-economici degli anziani. Non solo, in base alla propria esperienza accumulata negli anni, ha cercato di diffondere, nelle diverse parti d'Italia ove presente, dei modelli e dei protocolli assistenziali comuni per gli anziani “fragili”; ha raccolto, poi, e verificato i risultati degli studi praticati nella finalità di rendere sempre più manifesta, e rigorosamente scientifica, “la medicina dell'evidenza” nel settore della geriatria.
Un grande merito dell'INRCA è stato quello di aver contribuito allo sviluppo di una “cultura” sull'invecchiamento della popolazione, attraverso studi sugli aspetti demografici ed epidemiologici delle persone che invecchiano, della loro qualità della vita, delle loro malattie età correlate, delle loro cure, prevenzione e riabilitazione, dei meccanismi fisio-patologici sottesi alla vecchiaia, della farmacovigilanza geriatrica, della cronicità e delle invalidità più frequenti negli anziani. Di particolare importanza gli studi dell'INRCA sui rapporti tra senescenza e cellule staminali, genetica, infiammazione e medicina molecolare. In altri termini, un interesse verso la ricerca scientifica con finalità pratiche, a favore di tutti quei problemi del complesso fenomeno invecchiamento-disabilità. 

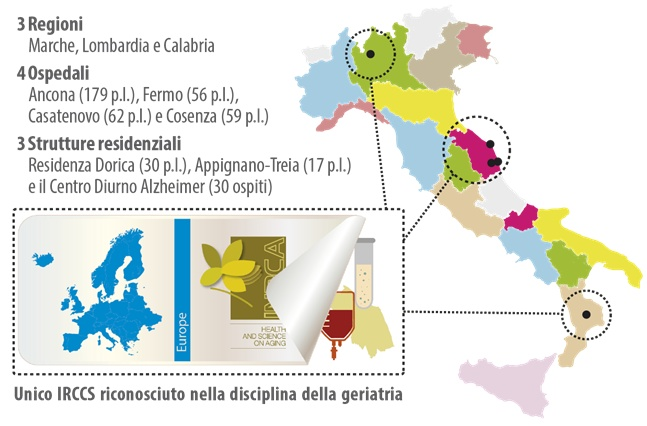
Mappa d'Italia con i presidi INRCA presenti nelle varie Regioni

## Presidi
La sede legale dell'Istituto è ad Ancona, a Villa Santa Margherita (detta anche Villa Gusso), in via S. Margherita n°5.
L'INRCA è presente in tre diverse Regioni (Marche, Lombardia, Calabria) con diversi Presidi Ospedalieri, un Polo Scientifico Tecnologico e una Residenza Sanitaria Riabilitativa:
•  POR Ancona - Via Montagnola, 81
•  POR Casatenovo - Via Monteregio, 13
•  POR Cosenza - Contrada Muoio Piccolo
•  POR Fermo - Contrada Mossa
•  POR Appignano – Via IV Novembre, 110
•  PST Ancona - Via Birarelli, 8
•  RSR Treia - Piazza Leopardi, 2
- POR Osimo - Via Leopardi 15

## Il Logo
Il logo è rappresentato da un fiore che ricorda la camelia e che si staglia su uno sfondo neutro.
La camelia è un fiore famoso per la sua bellezza, il profumo puro e pulito è quasi sconosciuto. Chiamata "Tsubaki" in giapponese, è da lungo tempo considerata simbolo di longevità, fortuna, vittoria e felicità. Inoltre esprime "eleganza eterna", potere spirituale, grande saggezza, qualità che le culture antiche hanno sempre riconosciuto nei secoli ai “vecchi”, detentori di conoscenza e di sapienza.